# Csaba Molnár
Dans le nom hongrois Molnár Csaba, le nom de famille précède le prénom, mais cet article utilise l’ordre habituel en français Csaba Molnár, où le prénom précède le nom.
Csaba Molnár, né le 4 décembre 1975 à Csorna, est un homme politique hongrois. Membre de la Coalition démocratique (DK), il est élu député européen lors des élections de 2014, puis réélu en 2019 et 2024.

## Biographie
Csaba Molnár naît le 4 décembre 1975 à Csorna, alors en république populaire de Hongrie. Il est d'abord membre du Parti socialiste hongrois (MSzP).
En octobre 2011, tout en restant membre du groupe MSzP, il fonde un nouveau groupe parlementaire qu'il nomme Coalition démocratique, du nom du nouveau parti de Ferenc Gyurcsány. Parmi ses membres figurent notamment Ágnes Vadai, László Varju, Erika Szűcs et Lajos Oláh ; Csaba Molnár est le chef du groupe, son adjoint est László Varju.
En 2012, il prend part à une grève de la faim de sept jours sur Kossuth Lajos tér, aux côtés d'autres figures de la Coalition démocratique dont Ferenc Gyurcsány, avec pour slogan « Sept jours pour des élections libres ». Ils dénoncent la réforme de la procédure d'enregistrement électoral et l'érosion de l'État de droit après l'arrivée au pouvoir du Fidesz.
Candidat aux élections européennes sur la liste de la Coalition démocratique, il est élu député européen le 25 mai 2014. Il est réélu lors des élections de 2019 ainsi qu'en 2024.